# منتخب أوكرانيا لدوري الرغبي
منتخب أوكرانيا لدوري الرغبي هو ممثل أوكرانيا الرسمي في المنافسات الدولية في دوري الرغبي .

## وصلات خارجية
- الموقع الرسمي